# Station Martigné-Ferchaud
Station Martigné-Ferchaud is een spoorweghalte in de Franse gemeente Martigné-Ferchaud. Zij wordt bediend door treinen van het netwerk TER Bretagne op het traject Rennes - Châteaubriant.